# Lijst van afleveringen van SpongeBob SquarePants (seizoen 7)
Dit is een lijst van afleveringen van seizoen 7 van SpongeBob SquarePants. Dit seizoen telt 26 afleveringen. De eerste aflevering van dit seizoen werd op 19 juli 2009 in de Verenigde Staten uitgezonden.
| Aflevering (seizoen) | Aflevering (serie) | Eerst uitgezonden in VS | Titel                                                                           | Beschrijving |
| -------------------- | ------------------ | ----------------------- | ------------------------------------------------------------------------------- | --- |
| 1                    | 127                | 19 juli 2009            | Tentacle Vision (Tentakelvisie)                                                 | Octo krijgt zijn eigen tv-programma, maar wanneer SpongeBob en zijn vrienden Octo op TV zien, wil iedereen meedoen met de pret - of Octo het leuk vindt of niet. |
| 1                    | 127                | 19 juli 2009            | I Heart Dancing (Dansles)                                                       | Als SpongeBob is uitgenodigd voor een auditie voor een dansgroep, wordt Octo jaloers en probeert zijn auditie te saboteren. |
| 2                    | 128                | 19 juli 2009            | Growth Spout (Groeistuip)                                                       | Parel gaat door haar groeispurt, maar meneer Krabs wil niet meer geld besteden aan eten. Dus hij sluipt de huizen van zijn vrienden in om gratis eten te vinden. |
| 2                    | 128                | 19 juli 2009            | Stuck in the Wringer (Door de mangel)                                           | Als SpongeBob verstrikt raakt in de droogwringer nadat hij heeft gedoucht, probeert hij zijn dag te laten gaan als gewoonlijk - maar dat lukt niet erg omdat hij vastzit in de mangel, niets helpt om hem los te krijgen totdat Patrick zijn tranen erop vallen. |
| 3                    | 129                | 19 juli 2009            | Someone's in the Kitchen with Sandy (Een kijkje in de keuken met Sandy)         | Plankton steelt Sandy's huid en krijgt SpongeBob zover om voor "Sandy" het recept te vertellen. Ondertussen zoekt Sandy naar de huiddief, en moet Bikinibroek naakt (zonder haar vacht) doorzoeken, wat een hoop problemen geeft. |
| 3                    | 129                | 19 juli 2009            | The Inside Job (Van binnenuit)                                                  | Plankton realiseert zich dat de sleutel tot het krijgen van het Krabburgerrecept is om in het hoofd van meneer Krabs' te kijken. Maar wanneer hij zichzelf lanceert naar meneer Krabs, mist hij zijn doel en landt in SpongeBobs hoofd. |
| 4                    | 130                | 27 november 2009        | Greasy Buffoons (Spannende vetstrijd)                                           | Meneer Krabs dumpt het oude bakvet samen met Spongebob achter de Maatemmer, Als Plankton het vindt komt hij op het idee om hiermee een extra vette snack te verkopen en het wordt een succes. Vervolgens barst een strijd los waarbij Krabs en Plankton steeds elkaars klanten afpakken met een betere snack.                                                                               |
| 4                    | 130                | 27 november 2009        | Model Sponge (De wc spons)                                                      | Spongebob hoort een telefoongesprek van meneer Krabs waarin wordt gezegd dat de kleine (een babyschelpje) eruit moet. Spongebob denkt dat het over hem gaat dus zoekt hij een nieuwe baan, maar bij elke baan verandert hij alles in een krabburger. Nadat hij in de reclame wordt gebruikt als wc-spons gaat hij smekend naar Krabs en krijgt zijn baan terug als hij de wc's schoonmaakt. |
| 5                    | 131                | 2 januari 2010          | Keep Bikini Bottom Beautiful (Houd Bikini Broek schoon!)                        | Als Octo naar zijn werk loopt trapt hij in een stuk kauwgom, een agent die het ziet denkt dat het van hem is en Octo krijgt een bekeuring en taakstraf voor vervuiling. Hier wordt hij opgezadelt met nog meer vuil waarvoor hij elke keer een boete krijgt als die het ziet. Als Spongebob hem wil gaan helpen worden de problemen steeds erger.                                           |
| 5                    | 131                | 2 januari 2010          | A Pal for Gary (Een vriendje voor Gerrit)                                       | Spongebob koopt een vriendje voor Gerrit omdat Spongebob denkt dat hij altijd zo eenzaam is als Spongebob werkt. Het blijkt echter een monster te zijn en Gerrit weet hem uiteindelijk weg te jagen. |
| 6                    | 132                | 11 september 2010       | Yours, Mine, and Mine (Eerlijk zullen we alles delen)                           | Patrick bestelt samen met Spongebob een kindermenu met een speeltje, dat ze delen. Echter begrijpt Patrick niet precies wat delen inhoudt. |
| 6                    | 132                | 11 september 2010       | Kracked Krabs (Krab krenten)                                                    | Spongebob moet met meneer krabs mee naar een conferentie voor de meest gierige krabben. |
| 7                    | 133                | 24 oktober 2009         | Curse of Bikini Bottom (De vloek van Bikini Broek)                              | Spongebob en Patrick spelen met de grasmaaier van Octo. Helaas maaien ze per ongeluk de baard van de Vliegende Hollander er af, waardoor deze niet meer naar zijn date kan. Als straf hiervoor verandert hij Spongebob en Patrick in spoken. Dit lijkt in het begin leuk, maar begint al snel te vervelen.                                                                                  |
| 7                    | 133                | 24 maart 2010           | Squidwart in Clarinetland (Octo in klarinetland)                                | Octo wil een kluisje in de Krokante krab om zijn klarinet veilig te bewaren. Hij krijgt er een van meneer Krabs, maar moet het wel delen met Spongebob. Deze stopt er allemaal rare spullen in. |
| 8                    | 134                | 22 april 2010           | Spongebob's Last Stand (Op de barricade)                                        | Spongebob en Patrick proberen de aanleg van een snelweg door Plankton tegen te houden, die het Kwallenveld dreigt te vernietigen. |
| 9                    | 135                | 15 februari 2010        | Back to the Past (Terug naar het verleden)                                      | Spongebob, Patrick, Meerminman en Mosseljongen gaan tijdreizen om de schurk straalman te verslaan. |
| 9                    | 135                | 15 februari 2010        | The Bad Guy Club for Villains (De boevenclub voor schurken)                     | Meerminman en Mosseljongen vechten tegen de grootste boevenclub van de oceaan. |
| 10                   | 136                | 22 maart 2010           | A Day Without Tears (Een dag zonder tranen)                                     | Octo sluit een weddenschap met Spongebob: hij mag 24 uur lang niet huilen. Dit is moeilijker dan gedacht! |
| 10                   | 136                | 22 maart 2011           | Summer Job (Vakantiebaantje)                                                    | Mevrouw Puff rijdt door toedoen van Spongebob per ongeluk de voordeur uit de Krokante Krab. Om de schade te vergoeden moet ze nu de hele zomer in de Krokante Krab gaan werken. |
| 11                   | 137                | 25 maart 2010           | One Coarse Meal (Trek in Plankton)                                              | Plankton is bang voor de dochter van meneer Krabs: ze is een walvis en zou Plankton opeten! Meneer Krabs gaat dit gebruiken om Plankton bang te maken, waardoor Plankton niet meer naar buiten durft. |
| 11                   | 137                | 6 februari 2010         | Gary in Love (Gerrit is verliefd)                                               | Als Spongebob met Gerrit in het park gaat wandelen ziet Gerrit de slak van zijn dromen: hij is verliefd! |
| 12                   | 138                | 26 maart 2010           | The Play's the Thing (Vet Drama)                                                | Octo wil in de Krokante Krab een toneelstuk houden. Zoals altijd loopt het echter anders dan Octo had gehoopt. |
| 12                   | 138                | 6 februari 2010         | Rodeo Daze (De rodeo)                                                           | Sandy gaat naar Texas om Rodeo te gaan doen. Spongebob vindt dit maar niks en komt haar met heel Bikinibroek achterna. |
| 13                   | 139                | 6 juli 2010             | Gramma's Secret Recipe (Oma's geheime recept)                                   | Plankton doet zich voor als de overgrootmoeder van Spongebob om zo het geheime recept te kunnen stelen. |
| 13                   | 139                | 7 juli 2010             | The Cent of Money (De geur van geld)                                            | Meneer Krabs komt erachter dat de huisslak Gerrit geld aan kan trekken. Hij wil hem daarom van Spongebob lenen om rijk te worden. Spongebob moet ondertussen allemaal stomme klusjes doen. |
| 14                   | 140                | 28 januari 2011         | The Monster Who Came to Bikini Bottom (Het monster dat Bikini Broek bezocht)    | Spongebob en Patrick raken bevriend met een monster. Helaas mag het monster van de politie niet in Bikinibroek blijven. - Deze aflevering is de eerste aflevering van de zesdelige miniserie Legendes van Bikinibroek. |
| 14                   | 140                | 28 januari 2011         | Welcome to the Bikini Bottom Triangle (De Bikini Broek driehoek heet je welkom) | Een aantal zeemeermin-pubers zitten op een verafgelegen eiland en jatten met een grote stofzuiger allerlei spullen van de mensen uit Bikinibroek. - Deze aflevering is de tweede aflevering van de zesdelige miniserie Legendes van Bikinibroek. |
| 15                   | 141                | 11 juni 2011            | The Curse of the Hex (De vloek van de heks)                                     | Een heks komt bij de Krokante Krab bedelen voor een gratis krabburger. Als Meneer Krabs dit niet toestaat vervloekt ze de Krokante Krab waardoor er geen klanten meer komen. - Deze aflevering is de derde aflevering van de zesdelige miniserie Legendes van Bikinibroek. |
| 15                   | 141                | 28 januari 2011         | The Main Drain (De hoofdafvoer)                                                 | Meneer Krabs en Plankton vertellen Spongebob en Patrick over de verborgen hoofdafvoer, die heel bikinibroek kan opslokken als je hem opent. Spongebob en Patrick zijn natuurlijk te nieuwsgierig en gaan deze afvoer zoeken. - Deze aflevering is de vierde aflevering van de zesdelige miniserie Legendes van Bikinibroek.                                                                 |
| 16                   | 142                | 29 januari 2011         | Trenchbillies (Diepzeeboefjes)                                                  | Spongebob en Patrick vallen in een ravijn en komen terecht bij een vreemd vissenvolk, die willen dat ze daar voor altijd blijven. - Deze aflevering is de vijfde aflevering van de zesdelige miniserie Legendes van Bikinibroek. |
| 16                   | 142                | 28 januari 2011         | Sponge-Cano! (Sponge-kano)                                                      | Spongebob zingt de hele tijd een vrolijk lied over dankbaarheid, waar Octo zich aan irriteert. Als er later een vulkaan in Bikinibroek uitbarst weet Octo pas wat dankbaarheid betekent. - Deze aflevering is de zesde aflevering van de zesdelige miniserie Legendes van Bikinibroek. |
| 17                   | 143                | 11 november 2010        | The Great Patty Caper (De op hol geslagen trein)                                | SpongeBob, Patrick en Plankton stappen in de trein en gaan op zoek naar de laatste verstopplaats van het Krabburger-recept. |
| 18                   | 144                | 8 juli 2010             | That Sinking Feeling (Onder Bikini Broek)                                       | Octo zegt dat Spongebob en Patrick alleen in hun eigen tuin mogen spelen, dus besluiten ze onder de tuinen te gaan spelen, omdat Octo niet zei dat dat niet mocht. |
| 18                   | 144                | 9 juli 2010             | Karate Star (Karate ster)                                                       | Patrick wil ook graag karate doen. SpongeBob leert het hem, maar dan blijkt dat Patrick zijn arm niet kan beheersen en alles slaat dat ie ziet. |
| 19                   | 145                | 18 september 2010       | Buried in Time (Toekomstblik)                                                   | Spongebob, Patrick en Octo worden opgesloten in een tijdcapsule. |
| 19                   | 145                | 19 juni 2010            | Enchanted Tiki Dreams (Octo's tiki land)                                        | Spongebob en Patrick maken Octo blij door een tikiland voor hem te bouwen. |
| 20                   | 146                | 27 november 2010        | The Abrasive Side (De ruwe kant)                                                | Spongebob is te zachtaardig en kan geen nee zeggen, dus koopt ie een 'ruwe kant'. Maar wanneer blijkt dat hij mensen echt kwetst wil SpongeBob hem weg hebben. |
| 20                   | 146                | 27 november 2010        | Earworm (De oorwurm)                                                            | SpongeBob zingt de hele tijd een liedje dat hij heel leuk vindt, maar hij kan niet meer stoppen. Hij vraagt Sandy hoe dat komt en zij zegt dat dat komt door een zogenaamde oorworm. Hij, Patrick, Octo, Meneer Krabs en Sandy proberen de worm weg te halen. Uiteindelijk lukt dat door Octo's slechte muziek. De aflevering eindigt met Octo die de oorworm in zich heeft.                |
| 21                   | 147                | 9 augustus 2010         | Hide and Then What Happens? (Verstoppen en daarna zien we wel weer)             | Spongebob en Patrick spelen verstoppertje, maar Patrick is erg lastig te vinden dus doorzoekt Spongebob heel Bikinbroek door om Patrick te vinden |
| 21                   | 147                | 18 september 2010       | Shellback Shenanigans (Gekke Gerrit)                                            | Plankton wil als Spongebobs' slak het geheime recept bemachtigen. Echter, Spongebob brengt Gerrit naar het ziekenhuis, niet wetende dat het Plankton is, omdat hij denkt dat Gerrit groen is geworden. |
| 22                   | 148                | 2 oktober 2010          | The Masterpiece (Het meesterwerk)                                               | Er is een nieuwe concurrent voor de Krokante Krab, het Zeekipcafé. Daar mogen de kinderen op een standbeeld spelen. Hierdoor gaat er niemand meer naar de Krokante Krab. Meneer Krabs huurt vervolgens Octo in om ook een standbeeld te maken. |
| 22                   | 148                | 2 oktober 2010          | Whelk Attack (Daar komen de slakken)                                            | Tijdens het kwallenvissen ontdekken Spongebob en Patrick een bende hongerige slakken die heel bikinibroek op willen gaan eten! |
| 23                   | 149                | 9 augustus 2010         | You Don't Know Sponge (Ken je beste vriend?)                                    | Patrick en Spongebob spelen het spel 'Ken je beste vriend?'. Daar komt uit dat Patrick helemaal niet zoveel weet over Spongebob. Dit is voor SpongeBob erg confronterend. |
| 23                   | 149                | 12 februari 2011        | Tunnel of Glove (De Handschoentunnel)                                           | Spongebob komt met Parel vast te zitten in de nieuwe kermisattractie van het Handschoenpark: de Handschoentunnel. |
| 24                   | 150                | 9 oktober 2010          | Krusty Dogs (De Krokante hond)                                                  | Na wat experimenteren met resten van krabburgers, komt Spongebob op het idee om hotdogs te gaan verkopen. |
| 24                   | 150                | 9 oktober 2010          | The Wreck of the Mauna Loa (Het wrak van de Mauna Loa)                          | Spongebob en Patrick ontdekken een geheim schip met een schat op de zeebodem. Ze willen het geheim houden, maar zodra meneer Krabs erachter komt is dat helaas niet mogelijk meer. |
| 25                   | 151                | 15 januari 2011         | New Fish in Town (De nieuwe buurman)                                            | Patrick verhuurt zijn tuin, waar een voor Octo voorbeeldige buurman komt te wonen. Deze nieuwe buurman heeft echter wat problemen met de andere buren van Octo. |
| 25                   | 151                | 12 februari 2011        | Love That Squid (Octo en de liefde)                                             | Octo is voor het eerst verliefd en vraagt daarom Spongebob om hulp. |
| 26                   | 152                | 15 januari 2011         | Big Sister Sam (Grote zus Sam)                                                  | Patrick's zus Sam komt op bezoek. Ze is echter erg agressief, iets dat Spongebob en voornamelijk Octo niet erg aanstaat. |
| 26                   | 152                | 26 februari 2011        | Perfect Chemistry (Perfecte Chemie)                                             | Sandy en Plankton ontdekken van elkaar dat ze beide wetenschappers zijn. Samen gaan ze een transporteermachine bouwen. Plankton wil er echter het geheime recept mee gaan stelen. |